# قسم كاخك الريفي (مقاطعة غناباد)
قسم كاخك الريفي (بالفارسية: دهستان کاخک) هي منطقة ريفية تقع في Kakhk District في إيران. يقدر عدد سكانها بـ 3,052 نسمة .

## بعض الصور من قسم کاخک

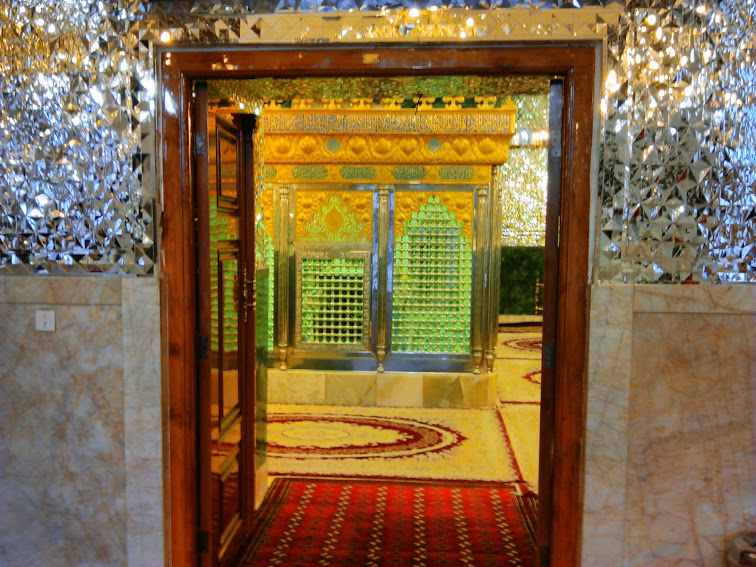
Kakhk

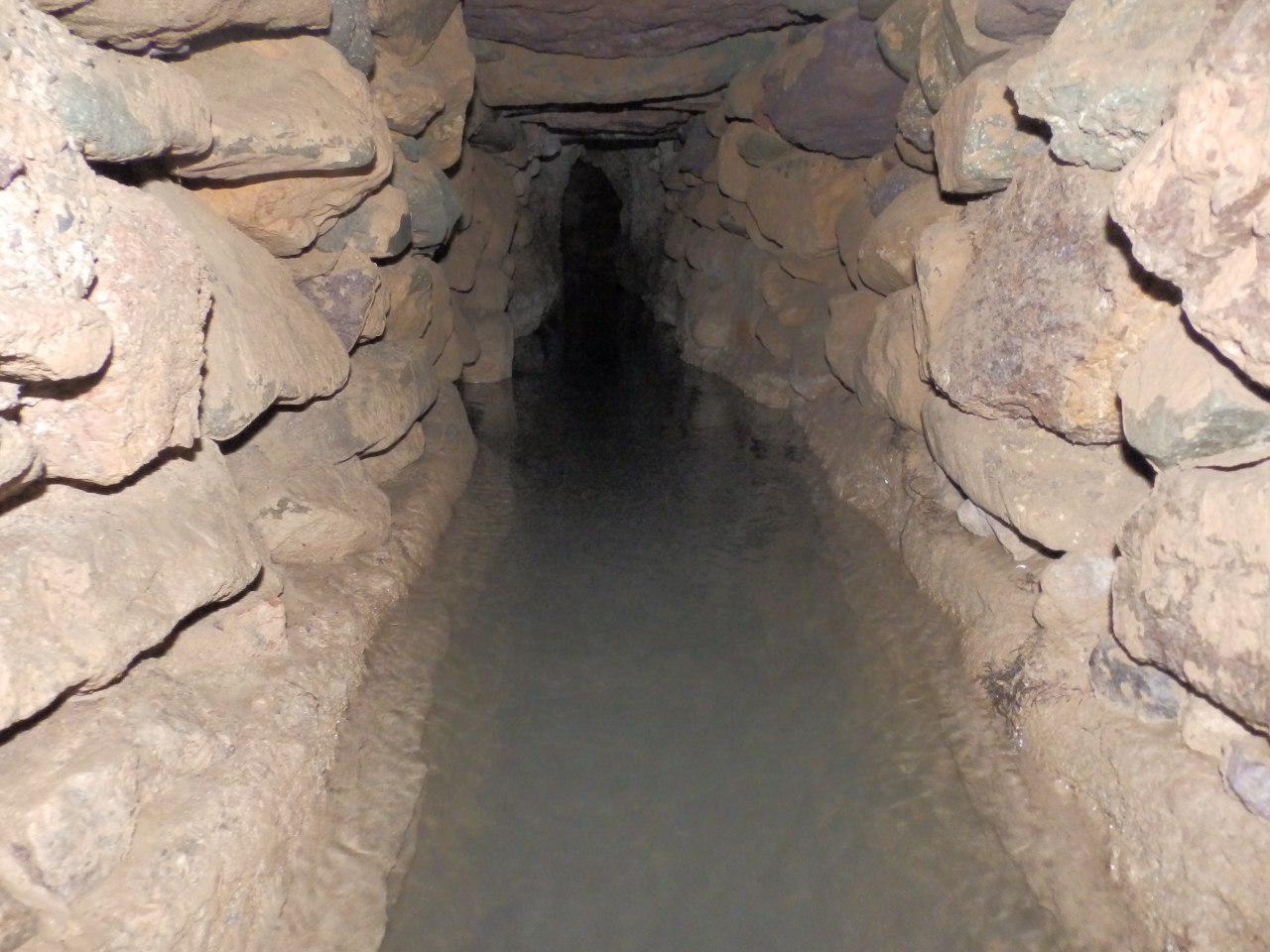
Kariz Zebad

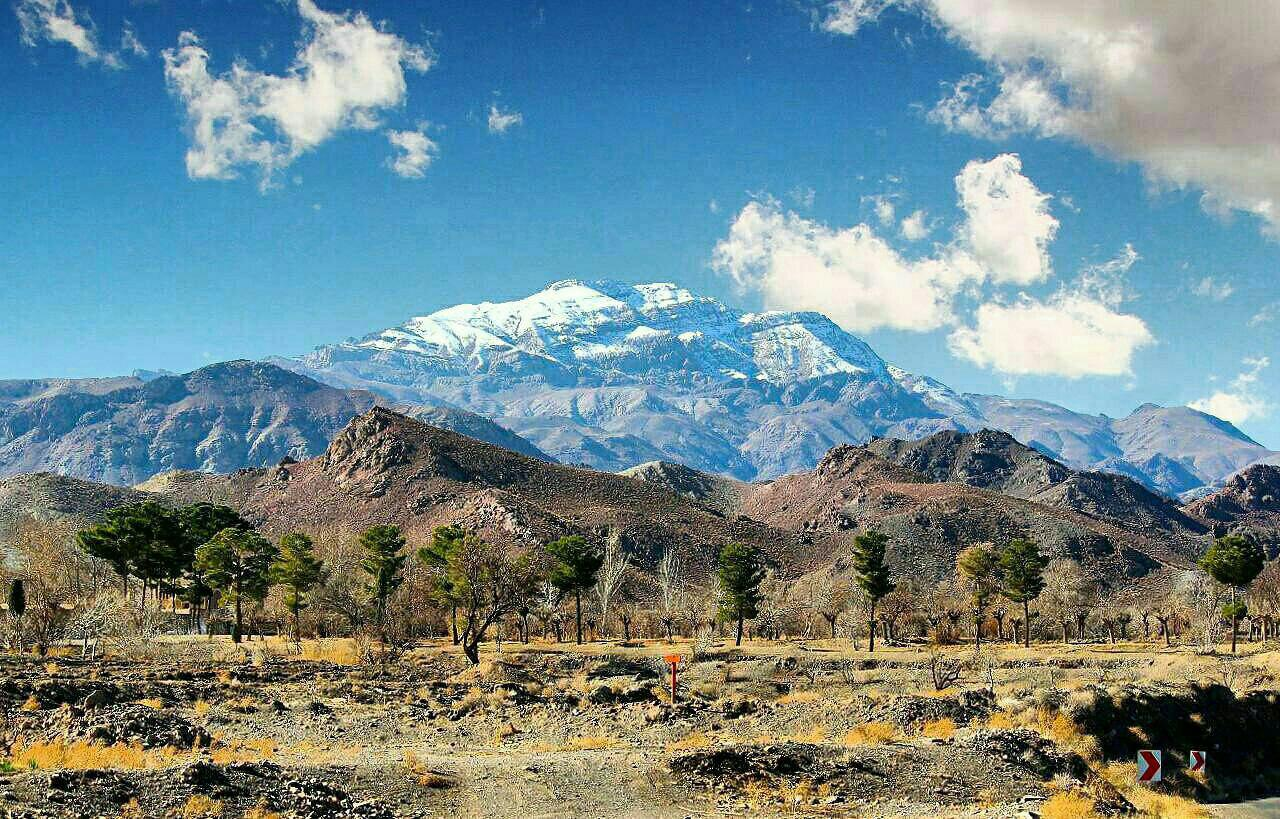
zibad Mountain

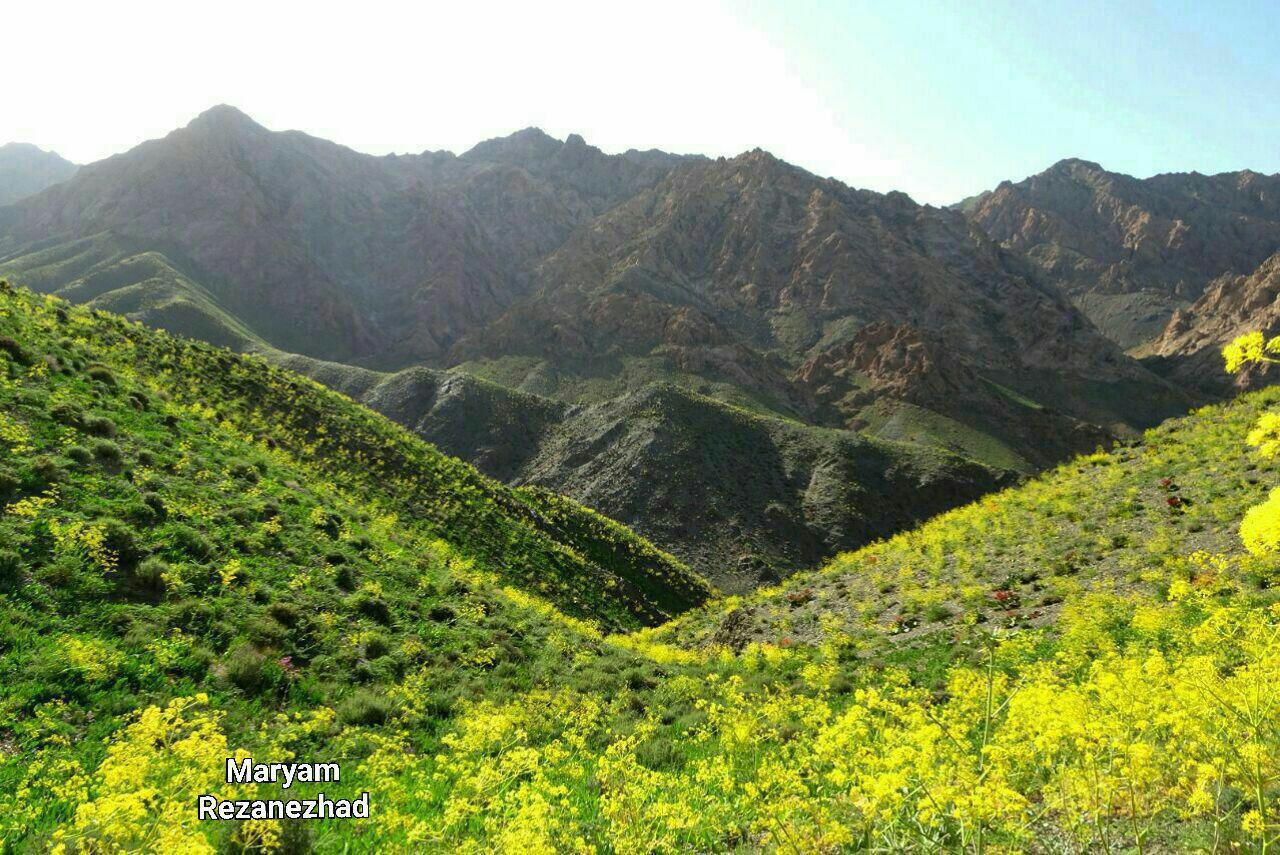
Ferula Zibad

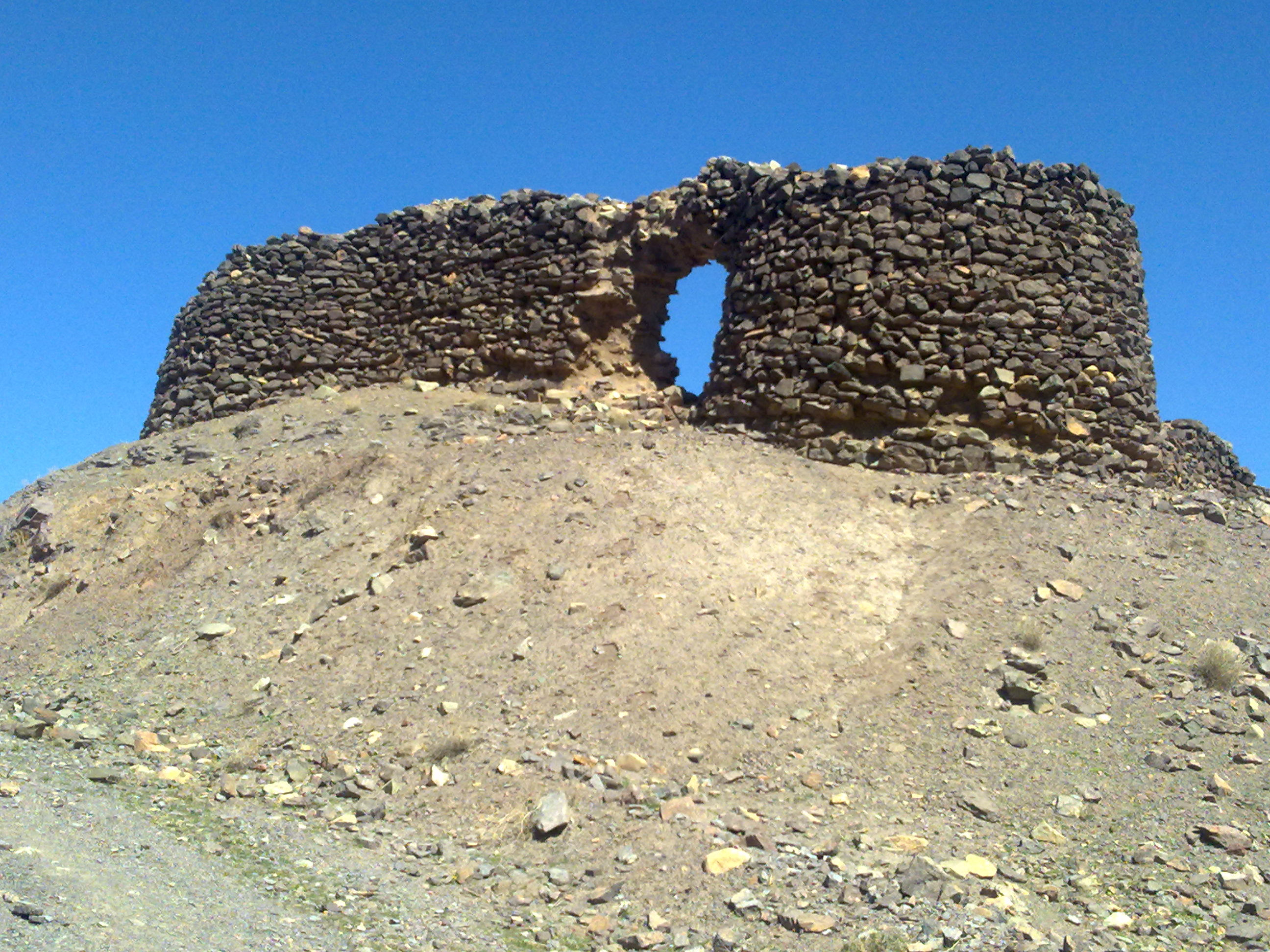
Sassanian Castel

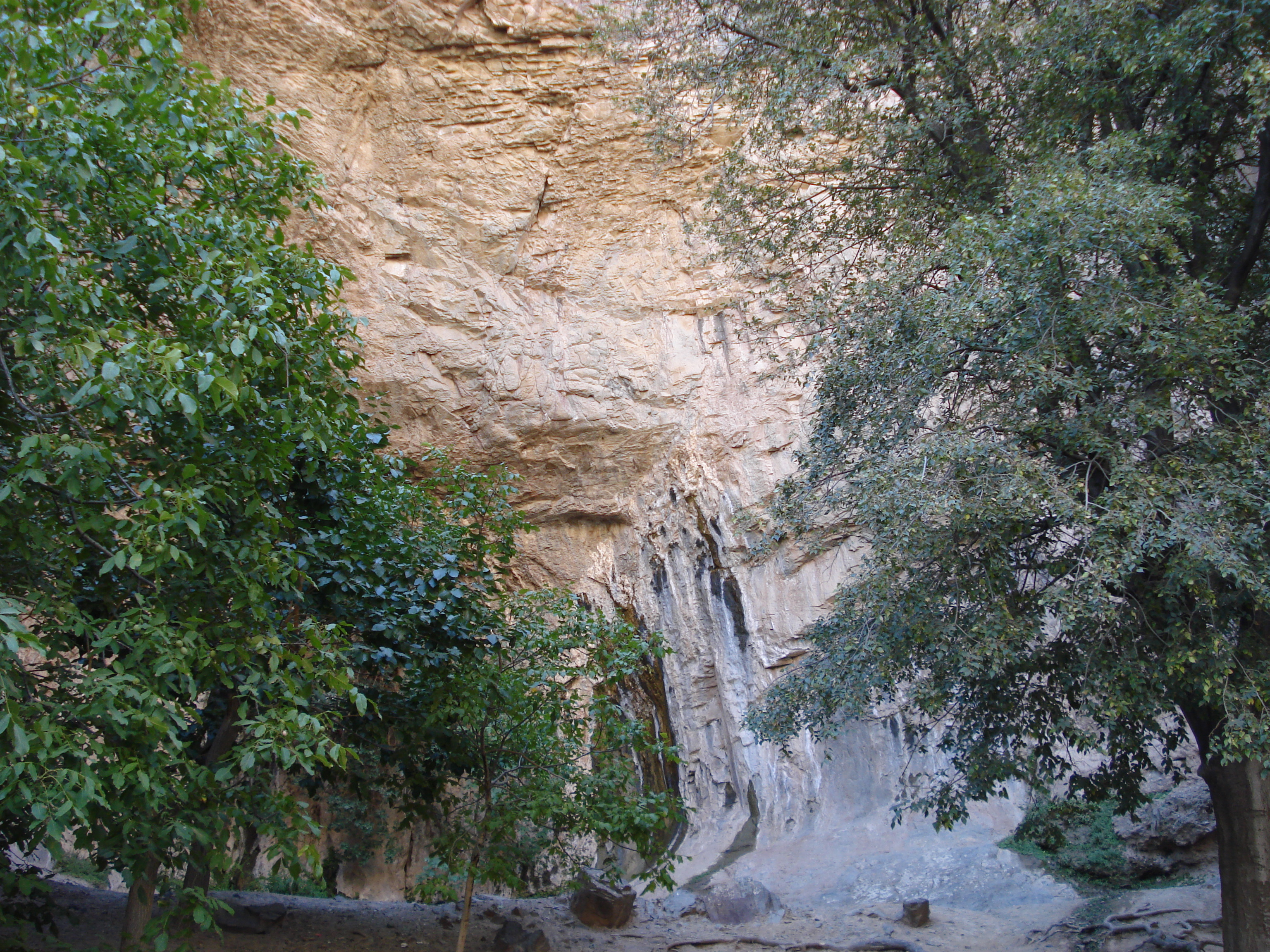
Soufe Zibad

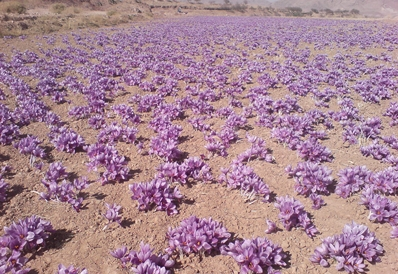
مزرعه زعفران

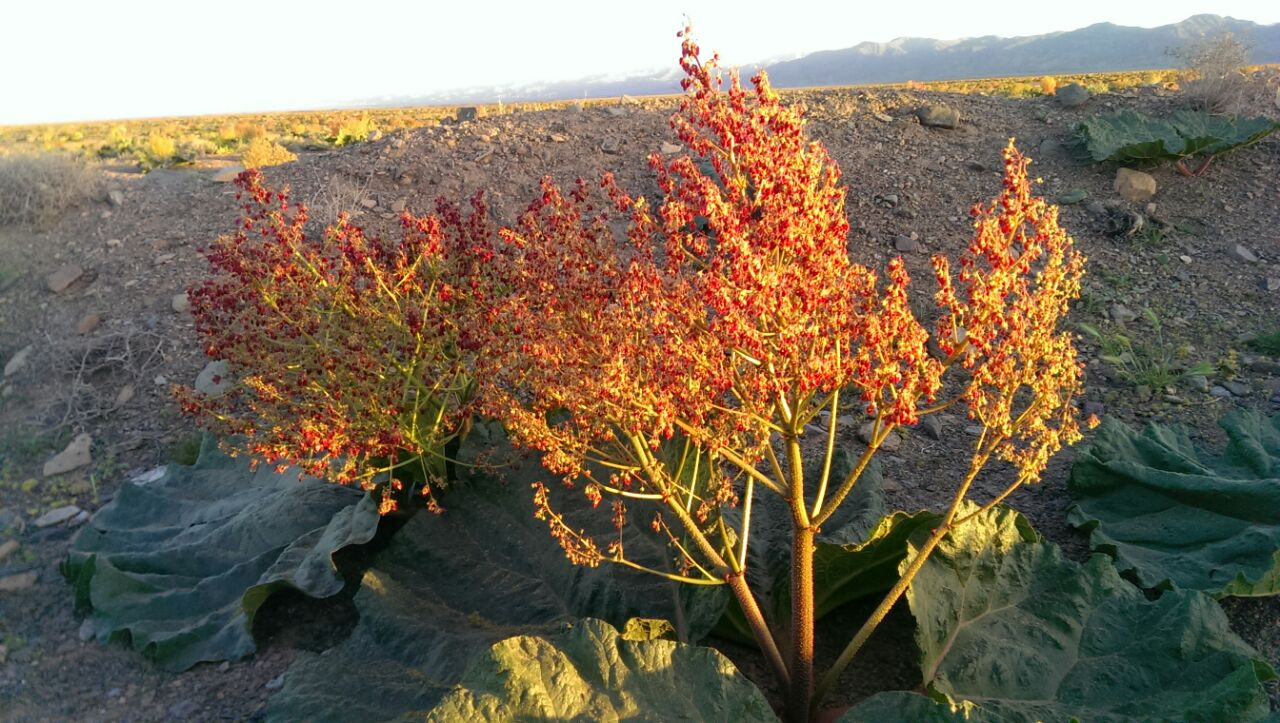
Rivas zibad

Zibad Rheum or red Rheum Iran